# Ormosia denningi
Ormosia denningi là một loài ruồi trong họ Limoniidae. Chúng phân bố ở miền Tân bắc.